# Martín Andrés Silva Leites
Martín Andrés Silva Leites (Montevideo, 25 de març de 1983) és un futbolista internacional uruguaià que juga de porter al Club Olimpia del Paraguai.

## Biografia
Nascut a Montevideo, Silva va jugar per al Defensor Sporting Club durant nou anys. Amb aquest club va disputar la Copa Sud-americana de 2010 a l'Argentina. El 2011 signa un contracte amb el Club Olimpia del Paraguai.
Amb la selecció de futbol de l'Uruguai va fer el seu primer partit el 12 d'agost de 2009 en un amistós contra la selecció de futbol d'Algèria. Durant la Copa del Món de futbol de 2010, Silva va ser el tercer suplent de porter.
El 31 de maig de 2014 va entrar a la llista definitiva de seleccionats per disputar la Copa del Món de Futbol de 2014 al Brasil.

## Palmarès
- Copa del Món de futbol de 2010: Quarta posició.
- Copa Amèrica de futbol 2011: Campions.